# Amarante
Amarante este un oraș în Districtul Porto, Portugalia.